# FZD9
Uvojiti-9 je protein koji je kod ljudi kodiran FZD9 genom. FZD9 se takođe označava kao CD349 (klaster diferencijacije 349).
Članovi familije „uvojitih“ proteina su 7-transmembranski receptori za Wnt signalne proteine. FZD4 protein sadrži signalni peptid, cisteinom bogati domen u -terminalnom ekstracelularnom regionu, 7 transmembranski domen, i -terminalni PDZ vezujući motiv. FZD9 gen je lociran unutar regiona na hromozomu 7 čije brisanje proizvodi Vilijamsonov sindrom. Heterozigotno brisanje FZD9 gena može da doprinese fenotipu Vilijamsovog sindroma. FZD9 je predominantno izražen u mozgu, testisima, očima, skeletalnim mišićima, i bubrezima.

## Literatura
- Datta DV (1977). „Viral hepatitis (Chandigarh study)”. The Journal of the Association of Physicians of India. 25 (5): 325—30. PMID 914765.
- Finch PW; He X; Kelley MJ;  . (1997). „Purification and molecular cloning of a secreted, Frizzled-related antagonist of Wnt action”. Proc. Natl. Acad. Sci. U.S.A. 94 (13): 6770—5. PMC 21233 . PMID 9192640. doi:10.1073/pnas.94.13.6770.
- Tanaka S; Akiyoshi T; Mori M;  . (1998). „A novel frizzled gene identified in human esophageal carcinoma mediates APC/β-catenin signals”. Proc. Natl. Acad. Sci. U.S.A. 95 (17): 10164—9. PMC 21479 . PMID 9707618. doi:10.1073/pnas.95.17.10164.
- Karasawa T, Yokokura H, Kitajewski J, Lombroso PJ (2002). „Frizzled-9 is activated by Wnt-2 and functions in Wnt/beta -catenin signaling”. J. Biol. Chem. 277 (40): 37479—86. PMID 12138115. doi:10.1074/jbc.M205658200.
- Strausberg RL; Feingold EA; Grouse LH;  . (2003). „Generation and initial analysis of more than 15,000 full-length human and mouse cDNA sequences”. Proc. Natl. Acad. Sci. U.S.A. 99 (26): 16899—903. PMC 139241 . PMID 12477932. doi:10.1073/pnas.242603899.
- Hillier LW; Fulton RS; Fulton LA;  . (2003). „The DNA sequence of human chromosome 7”. Nature. 424 (6945): 157—64. PMID 12853948. doi:10.1038/nature01782.
- Omoto S; Hayashi T; Kitahara K;  . (2004). „Autosomal dominant familial exudative vitreoretinopathy in two Japanese families with FZD4 mutations (H69Y and C181R)”. Ophthalmic Genet. 25 (2): 81—90. PMID 15370539. doi:10.1080/13816810490514270.
- Winn RA; Marek L; Han SY;  . (2005). „Restoration of Wnt-7a expression reverses non-small cell lung cancer cellular transformation through frizzled-9-mediated growth inhibition and promotion of cell differentiation”. J. Biol. Chem. 280 (20): 19625—34. PMID 15705594. doi:10.1074/jbc.M409392200.
- Rual JF; Venkatesan K; Hao T;  . (2005). „Towards a proteome-scale map of the human protein-protein interaction network”. Nature. 437 (7062): 1173—8. PMID 16189514. doi:10.1038/nature04209.
- Winn RA; Van Scoyk M; Hammond M;  . (2006). „Antitumorigenic effect of Wnt 7a and Fzd 9 in non-small cell lung cancer cells is mediated through ERK-5-dependent activation of peroxisome proliferator-activated receptor gamma”. J. Biol. Chem. 281 (37): 26943—50. PMID 16835228. doi:10.1074/jbc.M604145200.

## Spoljašnje veze
- „Frizzled Receptors: FZD9”. IUPHAR Database of Receptors and Ion Channels. International Union of Basic and Clinical Pharmacology. Архивирано из оригинала 19. 03. 2012. г.
- FZD9+protein,+human на 